# Classe ATC D08
La classe ATC D08, dénommée « Antiseptiques et désinfectants », est un sous-groupe thérapeutique de la classification anatomique, thérapeutique et chimique, développée par l'OMS pour classer les médicaments et autres produits médicaux. La classe ATC vétérinaire correspondante dans la classification ATCvet est QD08. Le sous-groupe présenté ici est celui établi par l'OMS, et peut donc différer des versions dérivées utilisées dans certains pays. Il fait partie du groupe anatomique D de la classification, intitulé « Dermatologie ».

## D08A Antiseptiques et désinfectants

### D08AA Dérivés de l'acridine
D08AA01 Lactate d'éthacridine (en)
D08AA02 9-Aminoacridine
D08AA03 Euflavine (en)
QD08AA99 Dérivés de l'Acridine, associations

### D08AB Dérivés de l'aluminium
Classe vide.

### D08AC Biguanides et amidines
D08AC01 Dibrompropamidine (en)
D08AC02 Chlorhexidine
D08AC03 Propamidine (en)
D08AC04 Hexamidine
D08AC05 Polihexanide
D08AC52 Chlorhexidine, associations
QD08AC54 Hexamidine, associations

### D08AE Phénol et dérivés
D08AE01 Hexachlorophène
D08AE02 Policrésulène (en)
D08AE03 Phénol
D08AE04 Triclosan
D08AE05 Chloroxylénol
D08AE06 Biphénylol
QD08AE99 Phénol et dérivés, associations

### D08AF Dérivés du nitrofurane
D08AF01 Nitrofural (en)

### D08AG Dérivés de l'iode
D08AG01 Iode/octylphénoxypolyglycoléther
D08AG02 Povidone iodée
D08AG03 Iode
D08AG04 Diiodohydroxypropane (en)
« QD08AG53 » Iode en association

### D08AH Dérivés de la quinoline
D08AH01 Déqualinium (en)
D08AH02 Chlorquinaldol (en)
D08AH03 Oxyquinoline
D08AH30 Clioquinol (en)

### D08AJ Ammoniums quaternaires
D08AJ01 Benzalkonium
D08AJ02 Cétrimonium (en)
D08AJ03 Cétylpyridinium
D08AJ04 Cétrimide (en)
D08AJ05 Chlorure de benzoxonium (en)
D08AJ06 Chlorure de didécyldiméthylammonium
D08AJ08 Chlorure de benzéthonium (en)
D08AJ10 Décaméthoxine
D08AJ57 Octénidine (en), associations
D08AJ58 Chlorure de benzéthonium, associations
D08AJ59 Bromure de dodéclonium, associations

### D08AK Dérivés du mercure
D08AK01 Amidochlorure mercurique (en)
D08AK02 Borate de phénylmercure
D08AK03 Chlorure mercurique
D08AK04 Mercurochrome
D08AK05 Mercure, métallique
D08AK06 Thiomersal
D08AK30 Iodure mercurique
« QD08AK52 » Borate de phénylmercure, associations

### D08AL Dérivés de l'argent
D08AL01 Nitrate d'argent
D08AL30 Argent

### D08AX Autres antiseptiques et désinfectants
D08AX01 Peroxyde d'hydrogène
D08AX02 Éosine
D08AX03 Propanol
D08AX04 Tosylchloramide sodium
D08AX05 Isopropanol
D08AX06 Permanganate de potassium
D08AX07 Hypochlorite de sodium
D08AX08 Éthanol
D08AX53 Propanol, associations